# Інтерлайнінг
Інтерлайнінг, також відомий як інтерлайн-квиткування та інтерлайн-бронювання - це добровільна комерційна угода між окремими авіакомпаніями про обслуговування пасажирів, що подорожують маршрутами, для яких потрібні кілька рейсів кількох авіакомпаній.  Такі угоди дозволяють пасажирам переходити з одного рейсу однієї авіакомпанії на інший рейс іншої авіакомпанії, не збираючи сумки та не реєструючись знову. Авіакомпанії також можуть пообіцяти безплатне бронювання, якщо зв’язок втрачено через затримку.
Угоди інтерлайн відрізняються від угод про спільне використання кодів тим, що угоди про спільне використання коду зазвичай стосуються нумерації рейсу з кодом авіакомпанії (абревіатура), навіть якщо цей рейс виконує інша авіакомпанія. Однак відносини спільного користування кодами можуть впливати на те, чи може бути виданий інтерлайн-квиток (або електронний квиток), оскільки як оператор маркетингової діяльності, так і оператор кодового спільного користування, повинні мати інтерлайн-угоди з усіма іншими перевізниками в маршруті, щоб дозволити видачу єдиного квитка.
Інтерлайн-угоди є спрямованими. Наприклад, American Airlines може випустити квиток по American-United маршруту, але United може бути не в змозі випустити його по тому ж маршруту. Така одностороння інтерлайн-угода називається одностороннім інтерлайном. Авіакомпанії можуть також домовитися про укладення двосторонньої інтерлайн-угоди, відповідно до якої кожна авіакомпанія може оформити квиток на рейси іншого авіакомпанії.
Раніше тільки великі мережеві оператори, такі як United Airlines і Lufthansa, мали угоди про інтерлайн-квитки в електронному вигляді, але доручення МАПТ з ліквідації паперових квитків наприкінці 2007 року змінив це положення, змусивши більш дрібних операторів упровадити електронний квиток.
Невеликі старі оператори зазвичай мають інтерлайн-угоди з великими мережевими операторами, які літають на їх ринки. Більшість нових бюджетних авіакомпаній, які продають лише безпосередньо споживачам (а не через агенції чи глобальні системи розподілу), взагалі не підтримують інтерлайнінг.
За відсутності угоди про продаж інтерлайн-квитків необхідно буде оформити два окремих квитка, а пасажири повинні будуть забрати свій багаж і віднести його на реєстрацію в з'єднану авіакомпанію. Маршрути з такими інтерлайн-з'єднаннями більш ризиковані для мандрівників, бо другий перевізник може не знати про затримки чи проблеми із вхідним рейсом і з меншою ймовірністю дозволить перебронювати квиток без оплати, якщо зв'язок буде втрачено. Також можуть виникнути проблеми, якщо багаж втрачено, і мандрівник хоче, щоб його відправили до нього пізніше.
Більшість туристичних онлайн-агентств відображають тільки ті маршрути, за якими можна купити квиток в одній зі своїх систем бронювання. Проте, Орбітц іноді відображає не квиткові інтерлайн-маршрути. Приклади можна знайти раніше на маршрутах в Мексику, що включають нині неіснуючу авіакомпанію Aero California, або зараз можна знайти на маршрутах в Індонезію, що включають авіакомпанію Lion Air. Вони відображаються на Orbitz як "зв'язатися з авіакомпанією, щоб купити".